# Frederik Christian Petersen
Frederik (Fritz) Christian Petersen (født 9. december 1786 på Antvorskov Slot, død 20. oktober 1859 i København) var en dansk filolog og arkæolog.
Petersen blev student fra Borgerdydskolen i København 1803. Fra 1829 til sin død var han regensprovst og blev 1842 professor i filologi ved Københavns Universitet. Han blev etatsråd 1847, konferensråd 1859, Ridder af Dannebrog 1840 og Dannebrogsmand 1854.
Petersen var en dygtig, flittig og omhyggelig videnskabsmand, der især  dyrkede græsk mytologi, arkæologi og litteraturhistorie. Foruden en del enkeltafhandlinger haves fra hans hånd blandt andet: Almindelig Indledning til Arkæologiens Studium (1825), Haandbog i den græske Litteraturs Historie (1826-30).
Han er begravet på Holmens Kirkegård. Der findes en silhuet af Niels Christian Fausing. Afbildet i indramningen på litografi af Regensen fra 1843. Litografi af I.W. Tegner & Kittendorff fra 1854 efter daguerreotypi.